# 1315
| 1315               |
| ------------------ |
| Dødsfald - Fødsler |
|                    |

| Gregoriansk kalender | 1315 MCCCXV             |
| Ab urbe condita      | 2068                    |
| Armensk kalender     | 764 ԹՎ ՉԿԴ              |
| Kinesiske kalender   | 4011 – 4012 甲寅 – 乙卯 |
| Etiopisk kalender    | 1307 – 1308             |
| Jødisk kalender      | 5075 – 5076             |
| Hindukalendere       |                         |
| - Vikram Samvat      | 1370 – 1371             |
| - Shaka Samvat       | 1237 – 1238             |
| - Kali Yuga          | 4416 – 4417             |
| Iransk kalender      | 693 – 694               |
| Islamisk kalender    | 715 – 716               |

Konge i Danmark: Erik 6. Menved 1286-1319

## Begivenheder
- Ærø pantsættes til markgrev Valdemar af Brandenborg
- Unormalt dårligt vejr i Nordvesteuropa[1]